# Daniel Christoph Dietrich

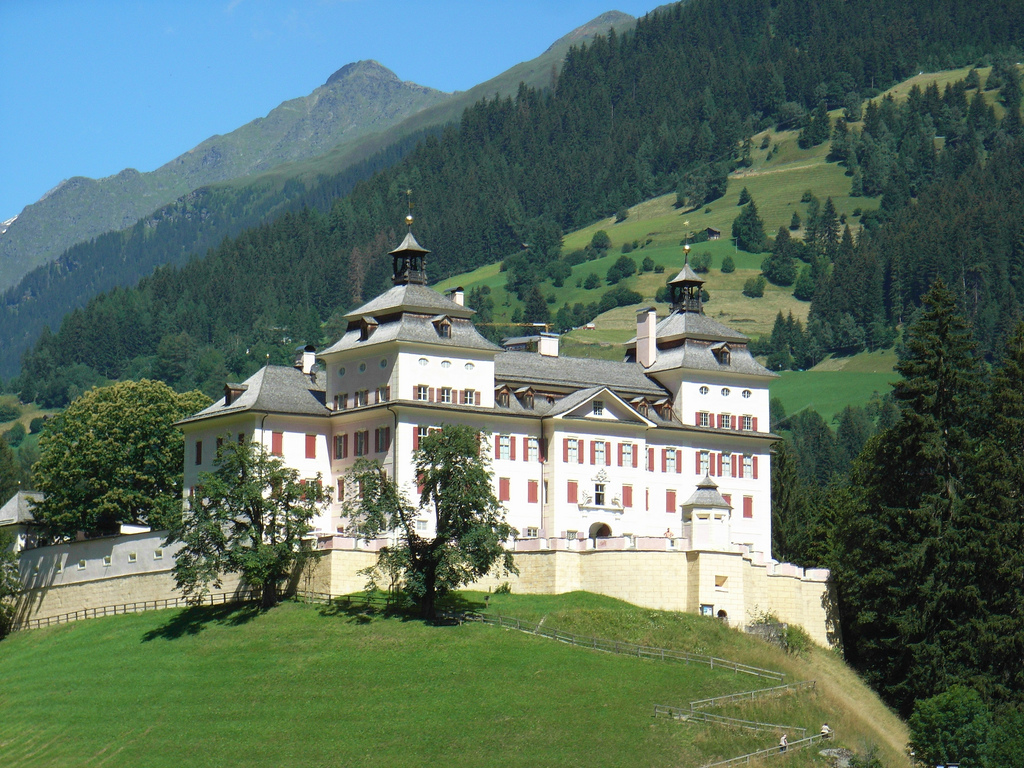
Schloss Wolfsthurn (1727)

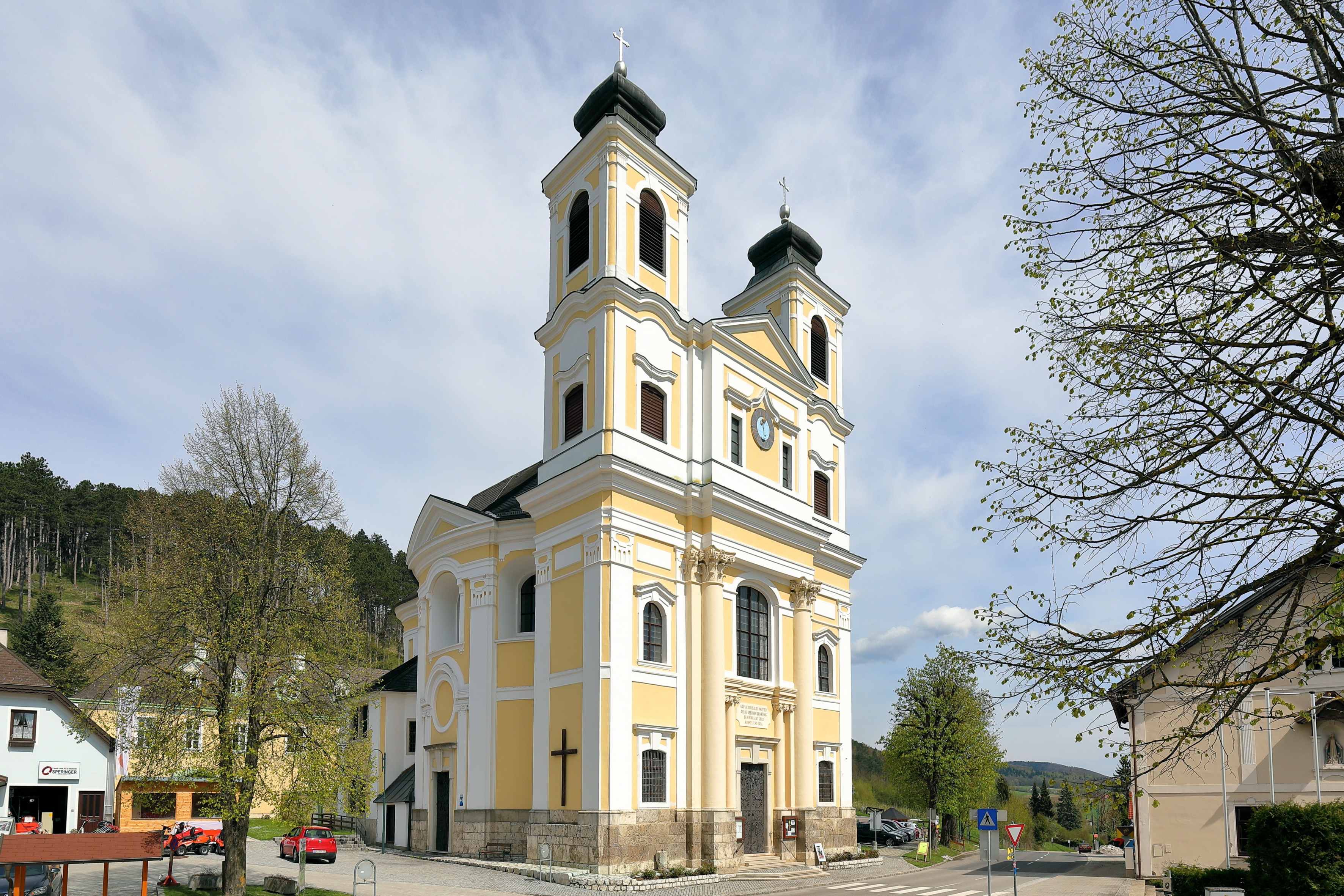
Wallfahrtskirche Hafnerberg
(1729–1735)

Daniel Christoph Dietrich (* 1691 oder 1692; † 27. Jänner 1772 in Wien) war ein österreichischer Baumeister des Barocks.
Dietrich war Stadtmaurermeister bzw. bürgerlicher Baumeister in Wien. Zu seinen in der Stadt errichteten Gebäuden zählt das gemeinsam mit Johann Gottfried Pock geplante Churhaus am Stephansplatz (1738–1740), die Neue Aula der Alten Universität (1755, geplant von Jean Nicolas Jadot de Ville-Issey) und für das Stift Klein-Mariazell das Miethaus in der Annagasse 5 (1768). In Niederösterreich schuf er die Wallfahrtskirche am Hafnerberg (1729–1735). Außerdem plante er das einzige Barockschloss Südtirols, Schloss Wolfsthurn in Mareit (1727). Alle diese Gebäude stehen heute unter Denkmalschutz.